# Кагурадзака (станция)
Станция Кагурадзака (яп. 神楽坂駅 кагурадзака эки) — железнодорожная станция на линии Тодзай расположенная в специальном районе Синдзюку, Токио. Станция обозначена номером T-05. Была открыта 23-го декабря 1964-го года. На станции установлены автоматические платформенные ворота.

## Планировка станции
Две платформы бокового типа и два пути.
| 1 | ○ Линия Тодзай | Отэмати, Ураясу, Ниси-Фунабаси, Тоё-Кацутадай |
| 2 | ○ Линия Тодзай | Накано, Линия Тюо Митака                      |

## Близлежащие станции
| «      |  | Линия        |  | »        |
| ------ |  | ------------ |  | -------- |
| Васэда |  | Линия Тодзай |  | Иидабаси |